# Dnestrovsc
Nistrovsc (en roumain) est une ville de Moldavie, ayant en 2004 une population d’environ 11 000 habitants.

## Personnalités liées à la ville
- Roman Konoplev (1973), publiciste et écrivain russe